# 南皮县
南皮縣，河北省滄州市下辖的一个县，是一個歷史文化名城。縣人民政府駐南皮鎮。

## 历史沿革
南皮古属兖州地。东周初，南皮境属于齐国。周惠王十三年（公元前664年），齐侯割地给燕国，南皮为燕齐交界之地。後北方少数民族山戎攻打燕国，燕向齐国求救，齐桓公救燕北伐山戎至此，筑城制皮革，称为皮城（在今县城东北5公里处），由于在它北面的章武有一座“北皮亭”，所以称此城为“南皮”。
秦始皇二十六年（公元前221年），设南皮县，属巨鹿郡；
汉高祖五年（公元前202年），设勃海郡，辖南皮；
东汉延光元年（122年），勃海郡治迁到南皮；
三国时，南皮属魏国；
晋代南皮先属冀州勃海国，西晋咸宁三年（227年）改勃海国为郡，太康十年（289年）勃海郡并入清河国；
晋太安元年（302年）又设勃海郡，附郭南皮。北魏天興二年（399年）二月二十四日，民變首領張超曾經占據過南皮。太安四年（458年），郡治由南皮迁到东光。
东魏时．南皮县城迁于现址。
隋唐时约三百多年内．南皮曾几次反复归冀州、景州管辖。
五代时期，后周显德二年（955年），南皮县隶属沧州；
北宋时期，南皮县属河北东路沧州。熙宁六年（1073年），临津（今山东宁津）县并入；
元朝时，南皮县归属中书省河间路沧州管辖。
明朝时南皮属北直隸河间府沧州；
清初因之。雍正年間劃歸直隸省天津府；
北洋政府时期属直隶省渤海道（次年改称津海道）。民国17年（1928年）直属河北省，民国25年（1936年），划归河北省第七督察区。
现属沧州市。

## 人口
根據第七次人口普查數據，截至2020年11月1日零時，南皮縣常住人口為347473人。

## 地理
南皮县位于河北省东南部，沧州市南部，南运河畔，东南与山东省相邻。地势平坦，海拔平均7到13米。总面积790平方公里，人口34万人。南皮县距首都北京234公里，天津148公里，天津新港185公里，西距省会石家庄195公里，距沧州市区35公里，地理位置优越。1992年被国务院批准为对外开放县。
南皮县年降水量568毫米，年均温12.3℃。河流有漳卫新河、宣惠河、南运河、大浪淀。

## 行政区划
南皮县下辖6个镇、3个乡：
南皮镇、冯家口镇、寨子镇、鲍官屯镇、王寺镇、乌马营镇、潞灌镇、大浪淀乡和刘八里镇。

## 交通
- 338国道过境。
- 104国道纵贯境西。
- 京沪铁路津浦段、邯黄铁路穿境

## 教育
- 河北省南皮县第一中学

## 名人古迹
南皮在历史上出过许多文化名人，最著名的是西晋时的富翁石崇和清代湖广总督张之洞。
古迹有西周周宣王时内使大臣尹吉甫墓、唐代雕工石金刚两尊。

## 产业
目前南皮发展苜蓿草的种植业和五金模具制造业。
南皮是国家商品粮和优质棉基地。特产鸭梨、金丝小枣、小豆。
风味小吃南皮小米面窝头历史悠久。打卤面的一种“全卤面”是南皮及其临近的地方美食。